# Богданова, Надежда Константиновна
Наде́жда Константи́новна Богда́нова (1836—1897) — артистка балета, дочь балерины Большого театра Татьяны Карпаковой (ок. 1812—1842).

## Биография
Отец её, Константин Фёдорович, был танцовщиком в московском балете, преподавателем танцев в театральном училище и балетным режиссёром. Будучи воспитан в строгой школе Дидло, он с большим старанием обучал дочь (умер в 1877).
12-летняя Богданова впервые выступила на эстраде в Ярославле; затем она танцевала в разных городах, везде пользуясь большим успехом. По совету Фанни Эльслер Богданова отправилась в Париж, где училась у Жозефа Мазилье и Артура Сен-Леона, и 20 октября 1851 предстала перед парижской публикой в балете «Маркитантка» заменив в заглавной роли знаменитую приму Карлотту Гризи. Успех был грандиозный и превзошел ожидания, а критика признала в ней огромный талант. С той поры Надежда Богданова стала любимицей парижан. На представлении «Juif Errant» её буквально забросали цветами, Мейербер переделал специально для неё сцену в «Роберте». На протяжении четырёх лет с большим успехом танцевала Н. Богданова в столице Франции, вплоть до Крымской войны, когда патриотизм и сознание личного достоинства не позволили балерине оставаться в стране, воюющей против Российской империи.
В 1852 году она выступала в Вене, танцуя «Жизель», мазурку и классические pas. Прикомандированная по Высочайшему повелению к петербургским театрам, Богданова выступила здесь в 1856 в «Жизели» и вызвала настоящий восторг. Она стала баловнем публики, поражая техникой, восхищая прелестью, грацией и легкостью поз, а также драматизмом и мимикой. Затмевая Андреянову, Богданова ставилась наравне с Ф. Эльслер, Тальони, К. Гризи и др.
Кроме названных балетов, её репертуар составляли: «Эсмеральда», «Газельда», «Дебютантка», «Сильфида», «Катарина», «Метеора», «Сирота Теолинды» и многие другие. Не меньшим, чем в отечестве, успехом она пользовалась, гастролируя в Берлине, Неаполе, Париже и Варшаве.
С октября 1862 по февраль 1863 года Богданова танцевала в Москве. Во время исполнения балета «Наяда» упала на сцене и ушиблась. В «Московских Ведомостях» было напечатано, что её ушибли нарочно. В апреле 1864 кончился контракт Богдановой с Дирекцией; возобновления не последовало; окончательно она была уволена из Императорских театров в 1875 году.
Надежда Константиновна Богданова скончалась в 1897 году.
В конце XIX — начале XX века на страницах Энциклопедического словаря Брокгауза и Ефрона Алексей Уманский оставил следующий отзыв о творчестве актрисы: «Танцевала Б(огданова) очень изящно, с грациозною живостью, необыкновенно ловко, с выразительною мимикою».